# Cupa Israelului
Cupa Israelului (în ebraică גביע המדינה, Gvia HaMedina) este competiția fotbalistică de cupă din Israel. A fost fondată în 1928 și este gestionată de Asociația de Fotbal a Israelului.

## Lista câștigătoarelor

### 1922–27: cupă neoficială
| Sezon | Câștigători                          |
| ----- | ------------------------------------ |
| 1922  | Trupa Lancashire Haifa               |
| 1923  | Royal Air Force Ramla                |
| 1924  | Forțele Aeriene Regale din Palestina |
| 1925  | Forțele Aeriene Regale din Palestina |
| 1926  | Forțele Aeriene Regale din Palestina |
| 1927  | Forțele Aeriene Regale din Palestina |

| Sezon | Câștigătoare       | Finalistă                    |
| ----- | ------------------ | ---------------------------- |
| 1923  | Maccabi Nes Tziona |                              |
| 1924  | Maccabi Nes Tziona |                              |
| 1925  | Maccabi Tel Aviv   | Maccabi Avshalom Petah Tikva |
| 1926  | Maccabi Tel Aviv   | Maccabi Hașmonean Ierusalim  |
| 1927  | Maccabi Haifa      | Maccabi Hașmonean Ierusalim  |

### 1928–1947: Cupa Poporului
| Sezon          | Câștigătoare                                           | Rezultat     | Finalistă                   |
| -------------- | ------------------------------------------------------ | ------------ | --------------------------- |
| 1928           | Hapoel Tel Aviv (1) și Maccabi Hașmonean Ierusalim (1) | Împărțită    | –                           |
| 1929           | Maccabi Tel Aviv (1)                                   | 4–0          | Maccabi Hașmonean Ieruslaim |
| 1930           | Maccabi Tel Aviv (2)                                   | 2–1          | Northamptonshire Regiment   |
| 1931           | –                                                      | Nu s-a ținut | –                           |
| 1932           | Poliția britanică (1)†                                 | Abandon      | Hapoel Haifa                |
| 1933           | Maccabi Tel Aviv (3)                                   | 1–0          | Hapoel Tel Aviv             |
| 1934           | Hapoel Tel Aviv (2)†                                   | 3–2          | Maccabi Tel Aviv            |
| 1935           | Maccabi Petah Tikva (1)                                | 1–0          | Hakoah Tel Aviv             |
| 1936           | –                                                      | Nu s-a ținut | –                           |
| 1937           | Hapoel Tel Aviv (3)                                    | 3–0          | Hapoel HaDarom Tel Aviv     |
| 1938           | Hapoel Tel Aviv (4)†                                   | 2–1          | Maccabi Tel Aviv            |
| 1939           | Hapoel Tel Aviv (5)                                    | 2–1          | Maccabi Petah Tikva         |
| 1940           | Beitar Tel Aviv (1)                                    | 3–1          | Maccabi Tel Aviv            |
| 1941           | Maccabi Tel Aviv (4)                                   | 2–1          | Hapoel Tel Aviv             |
| 1942           | Beitar Tel Aviv (2)                                    | 12–1         | Maccabi Haifa               |
| 1943 1944 1945 | –                                                      | Nu s-a ținut | –                           |
| 1946           | Maccabi Tel Aviv (5)                                   | 3–1 3–0      | Hapoel Rishon LeZion        |
| 1947           | Maccabi Tel Aviv (6)†                                  | 3–0          | Beitar Tel Aviv             |

#### 1943–45: "Cupa de război" neoficială
| Sezon   | Câștigătoare    | Rezultat | Finalistă          |
| ------- | --------------- | -------- | ------------------ |
| 1943    | Gunners         | 1–0      | Hapoel Jerusalem   |
| 1944–45 | Hapoel Tel Aviv | 1–0      | Hapoel Petah Tikva |

### 1948–prezent: Cupa de Stat a Israelului
| Sezon     | Câștigătoare              | Rezultat                                         | Finalistă                  |
| --------- | ------------------------- | ------------------------------------------------ | -------------------------- |
| 1948–49   | –                         | Nu s-a ținut                                     | –                          |
| 1949–51   | –                         | Nu s-a terminat                                  | –                          |
| 1951–52   | Maccabi Petah Tikva (2)   | 1–0                                              | Maccabi Tel Aviv           |
| 1952–53   | –                         | Nu s-a ținut                                     | –                          |
| 1953–54   | Maccabi Tel Aviv (7)†     | 4–0                                              | Maccabi Netanya            |
| 1954–55   | Maccabi Tel Aviv (8)      | 3–1                                              | Hapoel Petah Tikva         |
| 1955–56   | –                         | Nu s-a ținut                                     | –                          |
| 1956–57   | Hapoel Petah Tikva (1)    | 2–1                                              | Maccabi Jaffa              |
| 1957–58   | Maccabi Tel Aviv (9)†     | 2–0                                              | Hapoel Haifa               |
| 1958–59   | Maccabi Tel Aviv (10)     | 4–3                                              | Hapoel Petah Tikva         |
| 1960–61   | Hapoel Tel Aviv (6)       | 2–1                                              | Hapoel Petah Tikva         |
| 1961–62   | Maccabi Haifa             | 0–0 (dp) Rejucare: 5–2                           | Maccabi Tel Aviv           |
| 1962–63   | Hapoel Haifa (1)          | 1–0                                              | Maccabi Haifa              |
| 1963–64   | Maccabi Tel Aviv (11)     | 1–1 (dp) Rejucare: 1–1 (dp) A doua rejucare: 2–1 | Hapoel Haifa               |
| 1964–65   | Maccabi Tel Aviv (12)     | 2–1                                              | Bnei Yehuda Tel Aviv       |
| 1965–66   | Hapoel Haifa (2)          | 2–1                                              | Shimshon Tel Aviv          |
| 1966–67   | Maccabi Tel Aviv (13)     | 2–1                                              | Hapoel Tel Aviv            |
| 1967–68   | Bnei Yehuda Tel Aviv (1)  | 1–0                                              | Hapoel Petah Tikva         |
| 1968–69   | Hakoah Ramat Gan (1)      | 1–0                                              | Maccabi Sha'arayim         |
| 1969–70   | Maccabi Tel Aviv (14)†    | 2–1                                              | Maccabi Netanya            |
| 1970–71   | Hakoah Ramat Gan (2)      | 2–1                                              | Maccabi Haifa              |
| 1971–72   | Hapoel Tel Aviv (7)       | 1–0                                              | Hapoel Ierusalim           |
| 1972–73   | Hapoel Ierusalim (1)      | 2–0                                              | Hakoah Ramat Gan           |
| 1973–74   | Hapoel Haifa (3)          | 1–0 (dp)                                         | Hapoel Petah Tikva         |
| 1974–75   | Hapoel Kfar Saba (1)      | 3–1                                              | Beitar Ierusalim           |
| 1975–76   | Beitar Ierusalim (1)      | 2–1                                              | Maccabi Tel Aviv           |
| 1976–77   | Maccabi Tel Aviv (15)†    | 1–0                                              | Beitar Tel Aviv            |
| 1977–78   | Maccabi Netanya (1)†      | 2–1                                              | Bnei Yehuda Tel Aviv       |
| 1978–79   | Beitar Ierusalim (2)      | 2–1                                              | Maccabi Tel Aviv           |
| 1979–80   | Hapoel Kfar Saba (2)      | 4–1                                              | Maccabi Ramat Amidar       |
| 1980–81   | Bnei Yehuda Tel Aviv (2)  | 2–2 (dp) 4–3 (pen.)                              | Hapoel Tel Aviv            |
| 1981–82   | Hapoel Yehud (1)          | 1–0                                              | Hapoel Tel Aviv            |
| 1982–83   | Hapoel Tel Aviv (8)       | 3–2                                              | Maccabi Tel Aviv           |
| 1983–84   | Hapoel Lod (1)            | 0–0 (dp) 3–2 (pen.)                              | Hapoel Be'er Sheva         |
| 1984–85   | Beitar Ierusalim (3)      | 1–0                                              | Maccabi Haifa              |
| 1985–86   | Beitar Ierusalim (4)      | 2–1                                              | Shimshon Tel Aviv          |
| 1986–87   | Maccabi Tel Aviv (16)     | 3–3 (dp) 4–3 (pen.)                              | Maccabi Haifa              |
| 1987–88   | Maccabi Tel Aviv (17)     | 2–1                                              | Hapoel Tel Aviv            |
| 1988–89   | Beitar Ierusalim (5)      | 3–3 (dp) 4–3 (pen.)                              | Maccabi Haifa              |
| 1989–90   | Hapoel Kfar Saba (3)      | 1–0 (dp)                                         | Shimshon Tel Aviv          |
| 1990–91   | Maccabi Haifa (2)†        | 3–1                                              | Hapoel Petah Tikva         |
| 1991–92   | Hapoel Petah Tikva (2)    | 3–1 (dp)                                         | Maccabi Tel Aviv           |
| 1992–93   | Maccabi Haifa (3)         | 1–0                                              | Maccabi Tel Aviv           |
| 1993–94   | Maccabi Tel Aviv (18)     | 2–0                                              | Hapoel Tel Aviv            |
| 1994–95   | Maccabi Haifa (4)         | 2–0                                              | Hapoel Haifa               |
| 1995–96   | Maccabi Tel Aviv (19)†    | 4–1                                              | Hapoel Ironi Rishon LeZion |
| 1996–97   | Hapoel Be'er Sheva (1)    | 1–0                                              | Maccabi Tel Aviv           |
| 1997–98   | Maccabi Haifa (5)         | 2–0 (dp)                                         | Hapoel Ierusalim           |
| 1998–99   | Hapoel Tel Aviv (9)       | 1–1 (dp) 3–1 (pen.)                              | Beitar Ierusalim           |
| 1999–2000 | Hapoel Tel Aviv (10)†     | 2–2 (dp) 4–2 (pen.)                              | Beitar Ierusalim           |
| 2000–01   | Maccabi Tel Aviv (20)     | 3–0                                              | Maccabi Petah Tikva        |
| 2001–02   | Maccabi Tel Aviv (21)     | 0–0 (dp) 5–4 (pen.)                              | Maccabi Haifa              |
| 2002–03   | Hapoel Ramat Gan (1)      | 1–1 (dp) 5–4 (pen.)                              | Hapoel Be'er Sheva         |
| 2003–04   | Bnei Sakhnin (1)          | 4–1                                              | Hapoel Haifa               |
| 2004–05   | Maccabi Tel Aviv (22)     | 2–2 (dp) 5–3 (pen.)                              | Maccabi Herzliya           |
| 2005–06   | Hapoel Tel Aviv (11)      | 1–0                                              | Bnei Yehuda Tel Aviv       |
| 2006–07   | Hapoel Tel Aviv (12)      | 1–1 (dp) 5–4 (pen.)                              | Hapoel Ashkelon            |
| 2007–08   | Beitar Ierusalim (6)      | 0–0 (dp) 5–4 (pen.)                              | Hapoel Tel Aviv            |
| 2008–09   | Beitar Ierusalim (7)      | 2–1                                              | Maccabi Haifa              |
| 2009–10   | Hapoel Tel Aviv (13)†     | 3–1                                              | Bnei Yehuda                |
| 2010–11   | Hapoel Tel Aviv (14)      | 1–0                                              | Maccabi Haifa              |
| 2011–12   | Hapoel Tel Aviv (15)      | 2–1                                              | Maccabi Haifa              |
| 2012–13   | Hapoel Ramat Gan (2)      | 1–1 (dp) 4–2 (pen.)                              | Ironi Kiryat Shmona        |
| 2013–14   | Ironi Kiryat Shmona (1)   | 1–0 (dp)                                         | Maccabi Netanya            |
| 2014–15   | Maccabi Tel Aviv (23)†    | 6–2                                              | Hapoel Be'er Sheva         |
| 2015–16   | Maccabi Haifa (6)†        | 1-0                                              | Maccabi Tel Aviv           |
| 2016–17   | Bnei Yehuda Tel Aviv (3)† | 0-0 (dp) 4–2 (pen.)                              | Maccabi Tel Aviv           |

## Performanță după club
| Club                         | Trofee | Finalistă | Anii câștigători | Anii finalelor pierdute                                          |
| ---------------------------- | ------ | --------- | --- | ---------------------------------------------------------------- |
| Maccabi Tel Aviv             | 23     | 11        | 1929, 1930, 1933, 1941, 1946, 1947, 1954, 1955, 1958, 1959, 1964, 1965, 1967, 1970, 1977, 1987, 1988, 1994, 1996, 2001, 2002, 2005, 2015 | 1934, 1938, 1940, 1952, 1962, 1976, 1979, 1983, 1992, 1993, 1997 |
| Hapoel Tel Aviv              | 15     | 8         | 1928, 1934, 1937, 1938, 1939, 1961, 1972, 1983, 1999, 2000, 2006, 2007, 2010, 2011, 2012                                                 | 1933, 1941, 1967, 1981, 1982, 1988, 1994, 2008                   |
| Beitar Ierusalim             | 7      | 3         | 1976, 1979, 1985, 1986, 1989, 2008, 2009                                                                                                 | 1975, 1999, 2000                                                 |
| Maccabi Haifa                | 5      | 10        | 1962, 1991, 1993, 1995, 1998 | 1942, 1963, 1971, 1985, 1987, 1989, 2002, 2009, 2011, 2012       |
| Hapoel Haifa                 | 3      | 5         | 1963, 1966, 1974 | 1932, 1958, 1964, 1995, 2004                                     |
| Hapoel Kfar Saba             | 3      | –         | 1975, 1980, 1990 | –                                                                |
| Hapoel Petah Tikva           | 2      | 6         | 1957, 1992 | 1955, 1959, 1961, 1968, 1974, 1991                               |
| Bnei Yehuda Tel Aviv         | 2      | 4         | 1968, 1981 | 1965, 1978, 2006, 2010                                           |
| Beitar Tel Aviv              | 2      | 2         | 1940, 1942 | 1947, 1977                                                       |
| Maccabi Petah Tikva          | 2      | 2         | 1935, 1952 | 1939, 2001                                                       |
| Hakoah Ramat Gan             | 2      | 1         | 1969, 1971 | 1973                                                             |
| Hapoel Ramat Gan             | 2      | –         | 2003, 2013 | –                                                                |
| Maccabi Netanya              | 1      | 3         | 1978 | 1954, 1970, 2014                                                 |
| Hapoel Be'er Sheva           | 1      | 3         | 1997 | 1984, 2003, 2015                                                 |
| Hapoel Ierusalim             | 1      | 2         | 1973 | 1972, 1998                                                       |
| Maccabi Hasmonean Ierusalim  | 1      | 1         | 1928 | 1929                                                             |
| Bnei Sakhnin                 | 1      | –         | 2004 | –                                                                |
| British Police               | 1      | –         | 1932 | –                                                                |
| Hapoel Yehud                 | 1      | –         | 1982 | –                                                                |
| Hapoel Lod                   | 1      | –         | 1984 | –                                                                |
| Ironi Kiryat Shmona          | 1      | 1         | 2014 | 2013                                                             |
| Shimshon Tel Aviv            | –      | 3         | – | 1966, 1986, 1990                                                 |
| Hapoel Ironi Rishon LeZion   | –      | 2         | – | 1946, 1996                                                       |
| 48th Battalion, British Army | –      | 1         | – | 1930                                                             |
| Hakoah Tel Aviv              | –      | 1         | – | 1935                                                             |
| Hapoel Ashkelon              | –      | 1         | – | 2007                                                             |
| Hapoel Drom Tel Aviv         | –      | 1         | – | 1937                                                             |
| Maccabi Herzliya             | –      | 1         | – | 2005                                                             |
| Maccabi Ramat Amidar         | –      | 1         | – | 1980                                                             |
| Maccabi Sha'arayim           | –      | 1         | – | 1969                                                             |
| Maccabi Jaffa                | –      | 1         | – | 1957                                                             |

## Cupe câștigate după oraș
| Oraș          | Trofee | Cluburi                                                                                            |
| ------------- | ------ | -------------------------------------------------------------------------------------------------- |
| Tel Aviv      | 42     | Maccabi Tel Aviv (23), Hapoel Tel Aviv (15), Beitar Tel Aviv (2), Bnei Yehuda Tel Aviv (2)         |
| Ierusalim     | 10     | Beitar Ierusalim (7), Hapoel Ierusalim (1), Maccabi Hasmonean Ierusalim (1), Poliția Britanică (1) |
| Haifa         | 8      | Maccabi Haifa (5), Hapoel Haifa (3)                                                                |
| Petah Tikva   | 4      | Hapoel Petah Tikva (2), Maccabi Petah Tikva (2)                                                    |
| Ramat Gan     | 4      | Hakoah Ramat Gan (2), Hapoel Ramat Gan (2)                                                         |
| Kfar Saba     | 3      | Hapoel Kfar Saba (3)                                                                               |
| Beersheba     | 1      | Hapoel Be'er Sheva (1)                                                                             |
| Sakhnin       | 1      | Bnei Sakhnin (1)                                                                                   |
| Yehud         | 1      | Hapoel Yehud (1)                                                                                   |
| Lod           | 1      | Hapoel Lod (1)                                                                                     |
| Netanya       | 1      | Maccabi Netanya (1)                                                                                |
| Kiryat Shmona | 1      | Ironi Kiryat Shmona (1)                                                                            |